# Michael Fink
Michael Fink (nacido el 1 de febrero de 1982 en Waiblingen, Alemania) es un exfutbolista alemán que jugaba como mediocampista. Actualmente es entrenador de fútbol.

## Selección nacional
Ha sido internacional con la Selección de fútbol de Alemania Sub-17.

### Participaciones en Copas del Mundo
| Mundial                               | Sede          | Resultado    |
| ------------------------------------- | ------------- | ------------ |
| Copa Mundial de Fútbol Sub-17 de 1999 | Nueva Zelanda | Primera fase |

## Clubes
| Club                              | País     | Año       |
| --------------------------------- | -------- | --------- |
| VfB Stuttgart II                  | Alemania | 2001-2004 |
| Arminia Bielefeld                 | Alemania | 2004-2006 |
| Eintracht Frankfurt               | Alemania | 2006-2009 |
| Beşiktaş JK                       | Turquía  | 2009-2011 |
| Borussia Mönchengladbach (cedido) | Alemania | 2011      |
| Samsunspor                        | Turquía  | 2011-2012 |
| FC Erzgebirge Aue                 | Alemania | 2012-2015 |
| Waldhof Mannheim                  | Alemania | 2015-2017 |